# Nguyên Bình (xã)
Nguyên Bình là xã thuộc tỉnh Cao Bằng, Việt Nam.

## Địa lý
Thị trấn Nguyên Bình nằm ở phía bắc huyện Nguyên Bình, có vị trí địa lý:
- Phía đông giáp xã Vũ Minh
- Phía tây giáp xã Thể Dục
- Phía nam giáp xã Tam Kim và xã Quang Thành
- Phía bắc giáp huyện Hà Quảng.

Thị trấn Nguyên Bình có diện tích 25,06 km², dân số năm 2019 là 4.215 người, mật độ dân số đạt 168 người/km².
Thị trấn Nguyên Bình là trung tâm chính trị, kinh tế và văn hoá của huyện Nguyên Bình, có diện tích 1.915,22 ha. Thị trấn nằm trên Quốc lộ 34 cách thành phố Cao Bằng 45 km, nằm ở lưu vực thượng nguồn của sông Bằng Giang. Trên địa bàn thị trấn có sông Nguyên Bình chảy qua, có nguồn nước tự nhiên tương đối dồi dào là điều kiện tốt cho phát triển kinh tế nhất là nông nghiệp và lâm nghiệp.
Thị trấn Nguyên Bình có địa hình khá phức tạp. Trung tâm thị trấn là một vùng đất bằng nhỏ hẹp nằm xen giữa các dãy đồi núi cao và gần sông Nguyên Bình. Đây cũng là vùng sản xuất cây hàng năm chính của thị trấn. Đất đồi núi của thị trấn gồm có núi đất và núi đá có độ cao trung bình từ 400m - 800m so với mực nước biển.
Khí hậu của thị trấn có những đặc điểm chung của khí hậu nhiệt đới gió mùa, phân thành hai mùa rõ rệt. Mùa đông lạnh, ít mưa kéo dài từ tháng 10 năm trước đến tháng 4 năm sau, nhiệt độ trung bình từ 16.5 °C - 17 °C, có sương mù và sương muối. Mùa hè nắng nóng từ tháng 5 đến tháng 9, nhiệt độ trung bình từ 24 °C - 24.5 °C. Lượng mưa trung bình đạt 1.736,9mm/năm.
Tính đến năm 2019, thị trấn có 8 dân tộc, 1.032 hộ với 4.378 người. Trong đó dân tộc Tày: 2.056 người; Nùng: 401 người; Mông: 57 người; Dao': 483 người; Cao Lan: 3 người; Hoa: 21 người; Kinh: 341 người; Ngái: 75 người.
Tỷ lệ tăng dân số tự nhiên trung bình 0,45%/năm.

## Lịch sử
Thị trấn Nguyên Bình được thành lập vào ngày 25 tháng 6 năm 1986 trên cơ sở 2.580 ha diện tích tự nhiên với 1.157 nhân khẩu của xã Thể Dục. Thị trấn Nguyên Bình có 3 tổ dân phố và 9 xóm.
Năm 1997, sáp nhập xóm Cốc Tắm của xã Thái Học vào thị trấn Nguyên Bình.
Đến năm 2019, thị trấn Nguyên Bình được chia thành 5 tổ dân phố, đánh số từ 1 tới 5 và 10 xóm: Khuổi Bó, Cốc Tắm, Nà Kéo, Bản Luộc, Nà Bon, Nà Gọn, Pác Măn Ngoài, Pác Măn Trong, Khuổi Khiếu, Thôm Sẳn.
Ngày 9 tháng 9 năm 2019, Hội đồng Nhân dân tỉnh Cao Bằng ban hành Nghị quyết số 27/NQ-HĐND về việc:
- Sáp nhập tổ dân phố 4 vào tổ dân phố 3
- Đổi tên tổ dân phố 5 thành tổ dân phố 4
- Sáp nhập xóm Nà Kéo vào xóm Nà Gọn
- Sáp nhập hai xóm Pác Măn Ngoài và Pác Măn Trong thành xóm Pác Măn
- Aáp nhập hai xóm Cốc Tắm và Khuổi Bó thành xóm Cốc Bó
- Sáp nhập hai xóm Nà Bon và Thôm Sẳn vào xóm Bản Luộc.

## Hành chính
Thị trấn Nguyên Bình có 9 tổ dân phố, xóm được chia thành 4 tổ dân phố: 1, 2, 3, 4 và 5 xóm: Bản Luộc, Cốc Bó, Khuổi Khiếu, Nà Gọn, Pác Măn.

## Kinh tế - xã hội

### Giáo dục
Hiện nay trên địa bàn có 4 trường học thuộc thị trấn, 2 trường thuộc huyện, tỉnh; có 2 trường đạt trường chuẩn quốc gia mức độ 1. Tỷ lệ trẻ trong độ tuổi đến trường đạt 100%. Hoàn thành phổ cập phổ cập giáo dục Tiểu học năm 1996 và phổ cập giáo dục Mầm non cho trẻ 5 tuổi năm 2012.
Năm 2002, thành lập Hội khuyến học, năm 2003 đã thành lập Trung tâm học tập cộng đồng.

### Y tế
Năm 2002, trạm y tế thị trấn được xây dựng, diện tích sử dụng đủ cho khám và điều trị. Hiện nay đã có đủ trang thiết bị của một trạm y tế xã,thi đtrâ nể khám, chữa bệnh như: phòng sinh đẻ, 5 giường bệnh, hệ thống điện chiếu sáng, nước sinh hoạt và nhà vệ sinh tự hoại.
Hàng năm phụ nữ có thai và trẻ em trong độ tuổi được tiêm chủng đầy đủ theo quy định, tổ chức tiêm chủng hàng thàng, thực hiện đầy đủ các chương trình y tế quốc gia, chương trình tiêm chủng mở rộng.
Cán bộ biên chế của trạm gồm 5 người:  4 Y sĩ và 1 nữ hộ sinh trong đó có 1 y sĩ y học cổ truyền.

### Văn hóa
Ẩm thực: Món phở là món ăn sáng ngon, bổ dưỡng và là món phổ biến; Bánh trưng, bánh dầy; Rượu ngô men lá cất cách thủy.
Là địa bàn có 8 dân tộc sinh sống, có nền văn hóa đa dân tộc với các làn điệu hát then; dân ca Tày - Nùng; hát lượn của dân tộc Mông - Dao; hát giao duyên, hát ru...Hàng năm tổ chức Hội xuân vào ngày 15 tháng Giêng âm lịch